# Jacqui Quinn-Leandro
Jacqui Quinn-Leandro (geb. 20. November 1965) ist eine Kommunikationsexpertin in Antigua. Sie war die erste Frau, welche in das Unterhaus des Parlaments von Antigua und Barbuda gewählt wurde. 2005 diente sie als erste Frau als Acting Prime Minister während einer Abwesenheit von Premierminister Baldwin Spencer. Nach zwei Amtszeiten im Parlament wurde sie als Senatorin ernannt.

## Leben
Jacqui Quinn-Leandro wurde am 20. November 1965 im Dorf New Winthropes im Parish St. George in Antigua geboren. Sie besuchte die Holy Trinity School, Golden Grove Primary, Five Islands Primary School, Ottos Comprehensive und die Antigua Girls’ High School. Sie erwarb einen Bachelor (with honours) an der University of the West Indies und später einen Master in Latin American and Caribbean Studies an der University of Cambridge in England. Einen Doktor in Philosophy in Communications erwarb sie an der McGill University in Montreal, Quebec, Kanada.
Nach ihrer Ausbildung kehrte Quinn-Leandro nach Antigua zurück. Sie arbeitete als Nachrichtensprecherin (news anchor) beim Antigua & Barbuda Broadcasting Service (ABS) Television und Chefredakteurin für Nachrichten und Current Affairs von 1986 bis 1997. Sie diente dann als Human Resource and Marketing Officer der Antigua & Barbuda Investment Bank (ABIA). Später arbeitete Quinn-Leandro als Communications Consultant (Kommunikationsberaterin) für Organisationen wie die Caribbean Family Planning Affiliation, die Antigua Commercial Bank und die Hadeed Corporate Group. 2004 trat sie als Kandidatin der United Progressive Party an und errang den Sitz für den Wahlkreis St. George Constituency im Parlament. Sie wurde die erste Frau, die in das Unterhaus gewählt wurde und wurde zur Ministerin für Information and Public Administration ernannt. 2005 diente sie als erste Frau als Acting Prime Minister of Antigua and Barbuda während einer Abwesenheit von Premierminister Baldwin Spencer. Zwischen 2006 und 2008 diente sie als Präsidentin der Inter-American Commission of Women (CIM), einer pan-amerikanischen Organisation, welche Gender-Gerechtigkeit und die Rechte von Frauen voranbringen will. 2009 wurde sie wiedergewählt, wobei sie mehr als 57 % der Stimmen in ihrem Wahlkreis einholen konnte. Sie wurde zur Ministerin für Bildung, Jugend und Gender-Angelegenheiten ernannt. Obwohl sie 2014 die Möglichkeit zu Wiederwahl verlor, wurde Quinn-Leandro als Senatorin für das Oberhaus ernannt.
2012 wurde bei Quinn-Leandro Brustkrebs diagnostiziert. In einer Operation wurden zwei Krebsgeschwüre entfernt und nach einer acht-monatigen Chemotherapie konnte sie an die Arbeit zurückkehren. Sie ist Mutter von zwei Kindern.